# Bataille de la Minato-gawa
Pour les articles homonymes, voir Minatogawa.
Guerres de l'époque Nanboku-chō
Batailles
- Tatarahama
- Minatogawa
- Kanagasaki
- Kuromaru
- Shijō Nawate
- Yawata

La bataille de la Minato-gawa (湊川の戦い, Minatogawa no tatakai), ou bataille de la rivière Minato, a eu lieu en 1336 entre les troupes loyales à l'empereur Go-Daigo et le clan Ashikaga. Les forces impériales étaient conduites par Masashige Kusunoki et Nitta Yoshisada, alors que leurs adversaires étaient commandés par Takauji Ashikaga. Les Ashikaga remportèrent la victoire, ce qui leur permit d'entrer dans Kyōto.

## Causes
Après qu'en 1333, Takauji Ashikaga avait aidé Go-Daigo à reprendre son trône et entamer la restauration de Kemmu, la relation entre les deux hommes se dégrade, notamment en raison du refus de l'empereur d'accorder le titre de shogun à Ashikaga. En 1335, Takauji se rebelle contre la restauration de Kemmu, et, après que ses troupes ont été écrasées, il se replie à Kyūshū où il reconstitue une armée. La bataille de Minatogawa prend place l'année suivante, lorsque Takauji marche à nouveau sur la capitale.
Go-Daigo, qui refuse d'écouter Masashige Kusunoki qui lui conseille de quitter Kyōto et de se réfugier dans les montagnes pour mener une guérilla, ordonne à ce dernier d'affronter les troupes Ashikaga. Selon Stephen Turnbull, c'est son sens du devoir qui pousse Kusunogi à accepter, malgré la situation désespérée.

## Déroulement

Disposition des troupes à la bataille de Minatogawa

Kusunoki et Nitta Yoshisada défendent une position située au bord de la rivière Minato, près de Kobe, contre des troupes Ashikaga arrivant à la fois par la terre (troupes commandées par Tadayoshi Ashikaga), et par la mer (troupes commandées par Takauji Ashikaga). Des renforts du Shikoku, dirigés par le clan Hosokawa, arrivent également, mais ne parviennent pas à accoster sur le lieu de la bataille.
Les troupes commandées par Nitta sont repoussées par l'avant-garde de Tadayoshi, commandée par Yorihisa Shōni, pendant que le reste des troupes Ashikaga encercle la position de Masashige, qui se fait seppuku. L'armée de Nitta est vaincue également, mais ce dernier survit et reste une épine dans le pied d'Ashikaga jusqu'au siège de Kuromaru.

## Conséquences
Après cette victoire, Takauji Ashikaga est libre d'entrer dans Kyōto et d'installer sur le trône l'empereur Kōmyō, pendant que Go-Daigo s'enfuit à Yoshino, ce qui marque le début de l'époque Nanboku-chō.

## Sources
- (fr) Louis Frédéric, Le Japon, dictionnaire et civilisation, Paris, Robert Laffont, coll. « Bouquins », 1996, 1419 p. [détail des éditions] (ISBN 2-221-06764-9)
- (en) Stephen Turnbull, The Samurai Sourcebook, Londres, Cassel, 2000 [détail de l’édition] (ISBN 1-85409-523-4)

## Source de la traduction
- (en) Cet article est partiellement ou en totalité issu de l’article de Wikipédia en anglais intitulé « Battle of Minatogawa » (voir la liste des auteurs).